# Lysá (Šumava)
Lysá (dříve Lysá hora či Annina skála) je hora na Šumavě, v Želnavské hornatině, jejíž je s nadmořskou výškou 1229 m druhým nejvyšší vrcholem. Nachází se ve vojenském prostoru Boletice (katastrální území Jablonec u Českého Krumlova), a proto je nepřístupná. Na jejím vrcholu se tyčí výrazná skála. Na severním svahu Lysé, 2,5 km od vrcholu, pramení v blízkosti bývalé vesnice Zlatá řeka Blanice.

## Vedlejší vrcholy
Asi 950 m jižně od hlavního vrcholu se nachází nevýrazný vedlejší vrchol, pojmenovaný autory projektu Tisícovky Čech, Moravy a Slezska jako Lysá – J vrchol (1133 m, souřadnice 48°50′29″ s. š., 14°2′14″ v. d.).
Asi 600 m jihovýchodně od jižního vrcholu Lysé a 1,4 km jihovýchodně od hlavního vrcholu se nachází další vedlejší vrchol a to Lysá – JV vrchol (1105 m, souřadnice 48°50′18″ s. š., 14°2′41″ v. d.), s vrcholovou skalkou.